# Mycomya aequa
Mycomya aequa är en tvåvingeart som beskrevs av Eberhard Plassmann 1987. I den svenska databasen Dyntaxa används istället namnet Mycomya bialorussica. Mycomya aequa ingår i släktet Mycomya och familjen svampmyggor.
Artens utbredningsområde är Sverige. Arten är reproducerande i Sverige. Inga underarter finns listade i Catalogue of Life.